# Kerli Kivilaan
Kerli Kivilaan, född 15 december 1992 i Viljandi, är en estnisk sångerska. 
Hon blev känd som en del av hiphopgruppen Põhja-Tallinn mellan 2013 och 2016. Hon deltog i Eesti Laul 2019 med låten "Cold Love".
2022 blev hon medlem i rockbandet Vanilla Ninja då hennes äldre syster Triinu Kivilaan lämnat gruppen.

## Diskografi

### Album
- 2013 – "Maailm meid saadab" (med Põhja-Tallinn)
- 2014 – "Regeneratsioon" (med Põhja-Tallinn)

#### Singlar
- 2015 – "Mõõnast tõusuni"
- 2016 – "Siis kui"
- 2017 – "Explore" ft. Philip
- 2018 – "Cold Love"
- 2022 – "Encore" (med Vanilla Ninja)